# John Shaw
John Shaw (ur. 16 października 1968) – szkocki szachista, arcymistrz.

## Kariera szachowa
Pierwszy znaczący sukces odniósł w roku 1991, triumfując w otwartym turnieju w Aberdeen. Od połowy lat 90. znajduje się w ścisłej czołówce szkockich szachistów. Trzykrotnie (1995, 1998, 2000) zdobył tytuł mistrza swojego kraju. W 2003 odniósł duży sukces, dzieląc III miejsce (za Nigelem Shortem oraz Vasiliosem Kotroniasem) w otwartym turnieju w Gibraltarze. Również w tym samym roku zajął II miejsce w Thorshavn> i zwyciężył (wspólnie z Nigelem Daviesem i Abhijitem Kunte) w Blackpool. W 2006 wypełnił trzecią normę na tytuł arcymistrza i w tym samym roku został czwartym Szkotem w historii, któremu Międzynarodowa Federacja Szachowa przyznała ten tytuł.
W latach 1992–2008] siedmiokrotnie reprezentował Szkocję na szachowych olimpiadach oraz czterokrotnie – na drużynowych mistrzostwach Europy (w tym 2 razy na I szachownicy). 
Najwyższy ranking w karierze osiągnął 1 stycznia 2002 r., z wynikiem 2506 punktów zajmował wówczas 3. miejsce wśród szkockich szachistów.